# Bør Børson jr. (film)
För filmen från 1974, se Hur man blir miljonär. För filmen från 1976, se Bør Børson II.
Bør Børson jr. är en norsk svartvit komedifilm från 1938. Filmen regisserades av Toralf Sandø och Knut Hergel och bygger på Johan Falkbergets roman Bör Börson från 1920. Sandø spelade också filmens titelroll.

## Handling
Den godtrogne Bør drömmer om rikedom. Han startar en lanthandel, går i konkurs, men kommer på fötter igen och blir en stor man i bygden. Han drömmer emellertid om något större och drar därför till huvudstaden. Han gör stora aktiespekulationer och lever ett liv i lyx. En vacker dag reser han hem igen som miljonär för att gifta sig med sin barndoms älskade, Josefine. Han blir väl mottagen och håller ett stort bröllop.

## Rollista
- Toralf Sandø – Bør Børson
- Edvard Drabløs – Bør Olderdalen, "Gammel bør"
- Emmy Worm-Müller – Hilda Torsøien
- Aasta Voss	– Josefine
- Joachim Holst-Jensen	– Ole Elveplassen
- Kristian Hefte – Nils Tollvollen
- Andreas Aabel – O.G. Hansen
- Edel Eriksen – Laura Isaksen
- Mimi Kihle – Ida Olsen
- Lars Tvinde – Anders Torsøien
- Marie Hedemark	 – Ole Elveplassens fru
- Alf Sommer – Olsen, agent
- Steinar Jøranndstad – Sola
- Victor Ivarson	– Månen
- Harald Aimarsen – en hotellvärden
- Finn Bernhoft – Jens, småbrukare
- Sofie Bernhoft – prästhustrun
- Sophus Dahl – Bertil, småbrukare
- Ernst Diesen – Fredrik, piccolo
- Hilda Fredriksen – hotellvärdinnan
- Arthur Gammelgaard – prästen
- Barbra Kjær – fröken Finckel
- Ole Leikvang – Iver, postbud
- Martin Linge – Nils Bækken
- Arvid Nilssen – fotograf
- Folkman Schaanning – kontorschefen

## Om filmen
Bør Børson jr. regisserades av Toralf Sandø och Knut Hergel och var bådas regidebut. Filmen bygger på Johan Falkbergets roman Bör Börson från 1920. Sedan tidigare fanns två av Falkbergets berättelser filmatiserade: Simen Mustrøens besynderlige opplevelser (1926) och Eli Sjursdotter (1938). Bør Børson jr. omarbetades till filmmanus av Sandø. Filmen producerades av Filmproduksjon AS med George Willoughby  som produktionsledare. Den fotades av Rudolf Frederiksen och Louis Larsen och klipptes av Fredriksen. Den hade premiär den 1 november 1938. Musiken komponerades av Kristian Hauger.